# Movimento Quinta Repubblica
Il Movimento Quinta Repubblica (in spagnolo Movimiento Quinta República, MVR) è stato un partito politico venezuelano.

## Storia
Il MVR è stato fondato da Hugo Chávez nel 1997, è un partito di sinistra che si ispira al rivoluzionario Simón Bolívar. Infatti il MVR è l'erede diretto del Movimento Bolivariano Rivoluzionario-200, al quale fu impedito di usare il termine bolivariano, poiché Bolívar è padre della patria e patrimonio di tutti i venezuelani. Il MVR si definisce un movimento umanista, socialista e patriottico.
Alle elezioni del 1998, il MVR si presentò con la coalizione Polo Patriottico, composta insieme al Movimento al Socialismo (MAS), Movimento Elettorale del Popolo (MEP), Patria Per Tutti (PPT) e al Partito Comunista del Venezuela (PCV). La coalizione vinse le elezioni con il 56% dei voti. Alle presidenziali dell'anno successivo Chávez fu eletto Presidente della repubblica. Nel 2000, la coalizione si dissolse a causa della fuoriuscita del PPT. Ciò nonostante, alle elezioni politiche, i partiti appartenenti al Polo Patriottico ottennero il 70% dei seggi ed il MVR elesse 91 seggi su 165, la maggioranza assoluta (55%).
A causa delle polemiche interne alla coalizione che sosteneva Chávez (nel 2001 deputati del MAS e del MVR erano passati all'opposizione) e del tentativo di colpo di Stato dell'aprile 2002, nel 2004 l'opposizione raccolse le firme per un referendum per la destituzione di Chávez, che si era assicurato la possibilità di governare per decreto senza l'assenso del Parlamento, nel quale i no alla sua destituzione prevalsero con il 59%. I componenti del MAS che continuarono a sostenere Chávez diedero vita al movimento Podemos, mentre i fuoriusciti dal MVR diedero vita al movimento Solidarietà.
Alle politiche del 2005, boicottate dal COPEI, dall'AD e da Primero Justicia, che accusavano Chávez, il MVR ha ottenuto 114 seggi su 167. Nel 2008 il movimento è confluito nel Partito Socialista Unito del Venezuela.